# 三郷市
三郷市（みさとし）は、埼玉県の南東部に位置する市。東京都区部に隣接する市では、最も人口密度が低い。
人口は約14万人で、戸田市に次ぐ埼玉県内17位。1972年（昭和47年）市制施行。

## 地理
埼玉県の南部最東端に位置する。東京都心からは約20kmの距離で、市の東境を江戸川が、西の境を中川が、中央部に大場川が流れる。そのほかにも市内を南北に河川が幾筋か流れている。市制施行前は北葛飾郡に所属。

### 地勢
江戸川と中川に挟まれた中川低地の中に位置しており、この2河川と古い流路跡に沿う微高地（自然堤防）とそれらの間にある低地（後背湿地）からなる。
関東平野に位置し土地は全体的に平坦であり、最高点で海抜約8m（盛土上の新三郷ららシティ地区）、最低点は海抜約1.4mの低地地形である。2007年1月1日のデータでは、高床3.092m（岩野木110）及び低床1.392m（谷中52）。
東京都に隣接する市南部では高度経済成長期以降に宅地化が進み、当市北部のJR武蔵野線沿線では、同じく高度経済成長期に計画された大規模団地（みさと団地、三郷早稲田団地、さつき平団地）などの区画された住宅地が多い。市中央部は住宅地のほか市街化区域もあり、首都圏新都市鉄道つくばエクスプレスの開通に伴い開発が進んでいる。また、それに伴い東部も急激に発展している。

### 河川等
- 江戸川
- 中川
- 大場川
- 第二大場川
- 二郷半領用水（二郷半用水路）
- 三郷放水路
- 小合溜井

## 歴史
- 弥生時代後期（2世紀から3世紀）に人の定住が始まる[5]。
- 古墳時代（5世紀から6世紀）には河川による水運の拠点となる。
- 古代、市内は全域が下総国葛飾郡となった。
- 1683年（貞享3年）もしくは寛永年間（1622年 - 1643年）に武蔵国に編入され、武蔵国葛飾郡となる。
- 1871年（明治4年） - 廃藩置県により埼玉県葛飾郡となる。
- 1878年（明治11年） - 郡区町村編制法の施行に伴い、葛飾郡が分離、当市内は全域が埼玉県北葛飾郡となる。
- 1889年（明治22年） - 町村制施行に伴う合併により以下の4村が成立。
  - 彦成村・番匠免村・上口村・彦倉村・彦糸村・彦野村・下彦川戸村・上彦川戸村・上彦名村・彦音村・彦沢村・彦江村・花和田村・谷口村・采女新田村 → 彦成村
  - 丹後村・谷中村・後谷村・小谷堀村・前間村・駒形村・南蓮沼村・笹塚村・岩野木村・幸房村・茂田井村・大広戸村・仁蔵村・半田村・田中新田村 → 早稲田村
  - 戸ケ崎村（戸ケ崎一丁目付近）・境木村・三九村・酒井村・長沼村・寄巻村（鷹野五丁目付近）・前川村・鎌倉村（鷹野五丁目付近）・前谷村 → 戸ケ崎村
  - 長戸呂村（鷹野一丁目付近）・下新田村（高洲一丁目付近）・徳島村（鷹野一丁目付近）・樋野口村（鷹野一丁目付近）・久兵衛村（高洲二丁目付近）・高須村（高州三丁目付近）・小向村（高州四丁目付近）・八町掘村・壱本木村・大膳村・横堀村・市助村 → 八木郷村
- 1933年（昭和18年） 7月1日 - 戸ケ崎村と八木郷村が合併し、東和村が成立。
- 1956年（昭和31年）9月30日 - 東和村、彦成村、早稲田村が合併し三郷村が成立。
- 1964年（昭和39年）10月1日 - 三郷村が町制施行し三郷町となる。
- 1967年（昭和42年）12月1日 - 三郷町大字前間と吉川町大字三輪野江の境界を変更。
- 1972年（昭和47年）5月3日 - 三郷町が市制施行し三郷市となる。同日「三郷市民の歌」と「三郷音頭」を制定。
- 1973年（昭和48年）4月1日 - 武蔵野線開業と同時に、市初の鉄道駅である三郷駅開業。
- 1983年（昭和58年）7月4日 - 村制以来、谷口（2024年現在の三郷市図書館の地）にあった三郷市役所が2024年現在の位置に移転し、業務開始[6]。
- 1985年（昭和60年）
  - 1月24日 - 首都高速道路と常磐自動車道の三郷JCT開通。
  - 3月14日 - 武蔵野線新三郷駅開業。
- 1988年（昭和63年）11月 - 戸ヶ崎を犯行現場の端緒に、女子高生コンクリート詰め殺人事件が発生。のちの2004年、同事件の準主犯格の男性は同市内で三郷市逮捕監禁致傷事件を起こした。
- 1992年（平成4年）11月27日 - 東京外環自動車道 外環三郷西IC開通。
- 2005年（平成17年）
  - 7月23日 - 千葉県北西部地震で、三郷市幸房で震度5弱を観測。
  - 8月24日 - つくばエクスプレス三郷中央駅開業。
  - 11月27日 - 東京外環自動車道 三郷JCT〜三郷南IC間開通。
- 2008年（平成20年）
  - 10月1日 - 武蔵野操車場跡地開発地区の新しい町の区域及び名称施行（新三郷ららシティ一丁目〜三丁目）[7]。
  - 12月19日 - 三郷料金所スマートIC社会化実験開始[8]。
- 2009年（平成21年）
  - 4月1日 - 三郷料金所スマートIC本格運用開始[9]。
  - 9月17日 - ららほっとみさとOPEN[10]。
- 2011年（平成23年）
  - 3月11日 - 東北地方太平洋沖地震発生。市内幸房で震度5強を観測。
  - 3月17日 - 福島県双葉郡広野町の被災者約230人を災害時における相互応援に関する協定に基づき、瑞沼市民センターの避難所に受入れ[11]。
  - 5月1日 - 全国瞬時警報システムを運用開始[12]。
  - 5月7日 - 皇太子ご夫妻（当時）が避難所の瑞沼市民センターをお見舞い[13]。
- 2012年（平成24年）2月4日 - 高層マンションのザ・ライオンズ三郷中央が竣工。
- 2013年（平成25年）3月18日 - 「日本一の読書のまち」を宣言する[14]。
- 2014年（平成26年）5月9日 - 日本創成会議が、三郷市を『消滅可能性都市』（54.9%）と公表する。
- 2018年（平成30年）6月2日 - 東京外環自動車道 三郷南IC - 高谷JCT間開通。

高度経済成長期に大規模団地が造成され人口が急速に増加、「村」の成立から16年で市制施行を果たしている。
1956年 17,313人（三郷村）
1964年 21,766人（三郷町）
1967年 30,849人
1972年 49,618人（三郷市）

### 市名の由来
- 東和村・彦成村・早稲田村の三つの村が合併した：「三」の字
- この地域は昔から二郷半領と呼ばれていた：「郷」の字

以上から、三郷と名づけられた。

## 地域

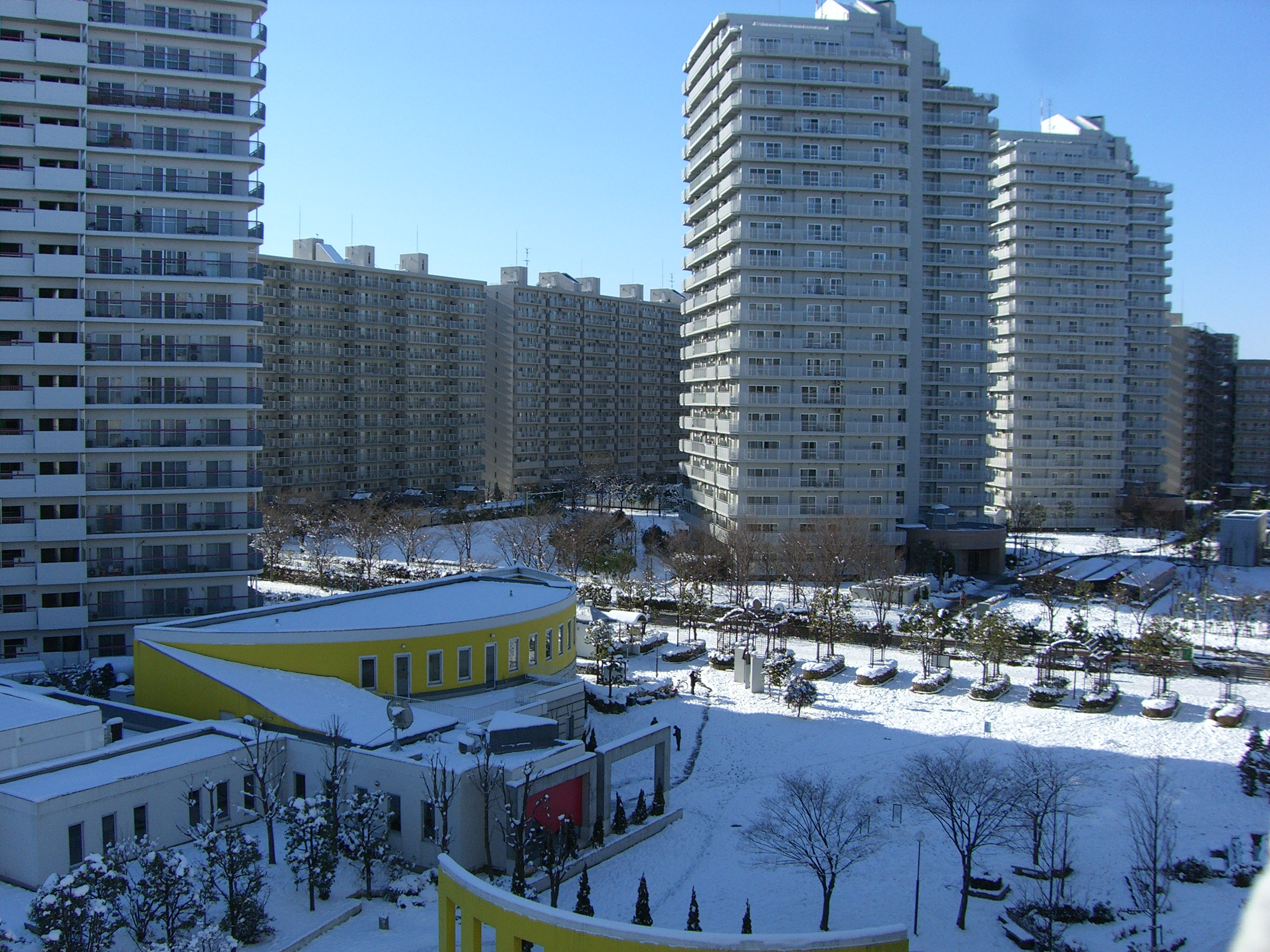
さつき平団地

### 地名
当市には町・大字が存在する。住居表示実施地区は新三郷ららシティ一 - 三丁目とさつき平一・二丁目、彦成三丁目の一部、彦成四丁目のみで、その他の町では地番整理を実施している。
早稲田地区
1956年の3村合併までは早稲田村。同村を構成していた15の大字（1889年の町村制施行以前の旧村）は現地名に引き継がれている。
- 田中新田
- 前間（ぜんま）
- 小谷堀
- 後谷（うしろや）
- 丹後
- 半田（はんた）
- 仁蔵
- 駒形
- 南蓮沼
- 笹塚
- 大広戸
- 岩野木
- 茂田井
- 幸房（こうぼう）
- 谷中
- 三郷一 - 三丁目
- 早稲田一 - 八丁目
- 新三郷ららシティ一 - 三丁目

彦成地区
1956年の3村合併までは彦成村。同村を構成していた15の大字（1889年の町村制施行以前の旧村）は現地名に引き継がれている。
- 采女新田
- 采女一丁目
- 彦糸一 - 三丁目
- 彦音一・二丁目
- 彦成一 - 五丁目
- 彦成
- 上彦名
- 彦川戸一・二丁目
- 上彦川戸
- 下彦川戸
- 天神一・二丁目
- 泉
- 彦野一・二丁目
- 彦野
- 彦倉一・二丁目
- 彦倉
- 上口一 - 三丁目
- 上口
- 番匠免一 - 三丁目
- 番匠免
- 彦沢一 - 三丁目
- 彦沢
- 彦江一 - 三丁目
- 彦江
- 花和田
- 谷口（やぐち）
- さつき平一・二丁目
- ピアラシティ一・二丁目

上記のうち、「丁目」のない「彦成」は、「彦成1 - 5丁目」成立後、町名地番整理未実施のまま残った狭小地区。「丁目」のない彦野、彦倉、上口、番匠免、彦沢、彦江についても同様。彦糸3丁目と彦音3丁目は形式的には存在するが、みさと団地敷地の一部であるため、実際の住所表示は同団地の住所である「彦成3丁目」が使用されている。ただし、三郷ひかり幼稚園の住所表示は「彦糸3丁目」となっている。
東和地区
旧・東和村に属していた地区。1943年、それまでの戸ヶ崎村と八木郷村が合併し東和村となり、1956年に東和村・彦成村・早稲田村が合併し三郷村となった。
- 市助
- 新和一 - 五丁目
- 栄一 - 五丁目
- 鷹野一 - 五丁目
- 高州一 - 四丁目
- 東町（あずまちょう）
- 戸ヶ崎一 - 五丁目
- 戸ヶ崎
- 寄巻（よまき）
- 鎌倉

旧戸ヶ崎村には戸ヶ崎、境木、酒井、三九、長沼、前川、前谷（まえや）、寄巻、鎌倉の9つの大字があった。このうち戸ヶ崎、寄巻、鎌倉が現存し、他は1982年の町名地番整理により廃止された（現:栄一 - 五丁目など）。なお、大字鎌倉は大字寄巻地内の旧飛地が残るのみである。
旧八木郷村には市助、八町堀、下新田、小向、樋野口、長戸呂、徳島、壱本木、久兵衛、横堀、高須、大膳の12の大字があった。このうち市助が現存し、他は1982年の町名地番整理により廃止された（現・鷹野一 - 五丁目など）。

### 教育
市立中学校は学校選択制（自由選択方式）を採用している。なお、小学校は学区制である。
小学校市立小学校（全19校）
- 早稲田小学校（1884年（明治17年）7月開校、1889年（明治22年）4月 早稲田小学校と称する）
- 八木郷小学校（1893年（明治26年）1月8日　八木郷尋常小学校創立）
- 戸ヶ崎小学校（1873年（明治6年）2月15日 開智小学校と称し戸ヶ崎村常楽寺に創設され、1875年（明治8年）4月6日現に改称）
- 彦成小学校（1873年（明治6年）7月設立）
- 高州小学校（1969年（昭和44年）4月1日 三郷町立第五小学校として開校）
- 吹上小学校（1972年（昭和47年）4月1日 三郷市立第六小学校と称し設立、1975年（昭和49年）4月1日現に改称）
- 桜小学校（1973年（昭和48年）4月2日 三郷市立第七小学校と称し設立、1975年（昭和49年）4月1日現に改称）
- 鷹野小学校（1974年（昭和49年）4月1日設立）
- 新和小学校（1974年（昭和49年）4月1日設立）
- 幸房小学校（1974年（昭和49年）4月1日設立）
- 立花小学校（1974年（昭和49年）12月1日三郷市立桜小学校より分離し開校）
- 彦糸小学校（1975年（昭和50年）4月1日設立、5月2日開校）
- 前谷小学校（1978年（昭和53年）4月1日創立）
- 高州東小学校（1980年（昭和55年）4月1日創立）
- 彦郷小学校（1980年（昭和55年）4月1日創立）
- 丹後小学校（1981（昭和56年）4月1日設立）
- 前間小学校（1984年（昭和59年4月1日創立）
- 後谷小学校（1992年（平成4年）4月開校）
- 瑞木小学校（旧さつき小学校（1991年（平成3年）4月開校）と旧瑞沼小学校の統合、2005年（平成17年）4月1日開校）

中学校市立中学校（全8校）
- 南中学校（1947年（昭和22年）4月1日東和村立東和中学校として創立1962年（昭和37年）4月1日改称）
- 北中学校（1962年（昭和37年）4月1日創立）
- 栄中学校（1974年（昭和49年）4月1日開校）
- 彦成中学校（1975年（昭和50年）4月1日開校）
- 彦糸中学校（1981年（昭和56年）4月1日創設、5月1日開校）
- 前川中学校（1982年（昭和57年）4月1日開校）
- 早稲田中学校（1984年（昭和59年）4月1日開校）
- 瑞穂中学校（1990年（平成2年）4月1日開校）

高等学校公立高等学校
- 埼玉県立三郷高等学校
- 埼玉県立三郷北高等学校
- 埼玉県立三郷工業技術高等学校

専門学校
- 獨協医科大学附属看護専門学校三郷校

特別支援学校
- 埼玉県立三郷特別支援学校（旧埼玉県立三郷養護学校 1979年（昭和54年）4月開校）

廃校となった学校
- 瑞沼小学校（1984年（昭和59年）4月1日開校、2005年（平成17年）3月31日閉校。現、瑞沼市民センターとして利用）
- さつき小学校（1991年（平成3年）4月1日開校、2005年（平成17年）3月31日閉校。現、瑞木小学校として利用）
- 北郷小学校（1979年（昭和54年）4月1日開校、2012年（平成24年）3月31日閉校。現、獨協大学関連施設として利用）

### 文化施設
- 総合体育館
- 高州地区体育館
- 勤労者体育館
- 三郷市文化会館
- 鷹野文化センター
- 高州地区文化センター
- 東和東地区文化センター
- 彦成地区文化センター
- 世代交流館ふれあいパーク
- 郷土資料館
- 三郷市図書館（市立図書館・早稲田図書館・北部図書館）
- 早稲田公園プール
- しいのみ学園
- ワークセンターしいの木
- さつき学園
- コミュティーセンター
- 南児童センター
- 早稲田児童センター
- 瑞沼市民センター（旧瑞沼小学校）

### 消防

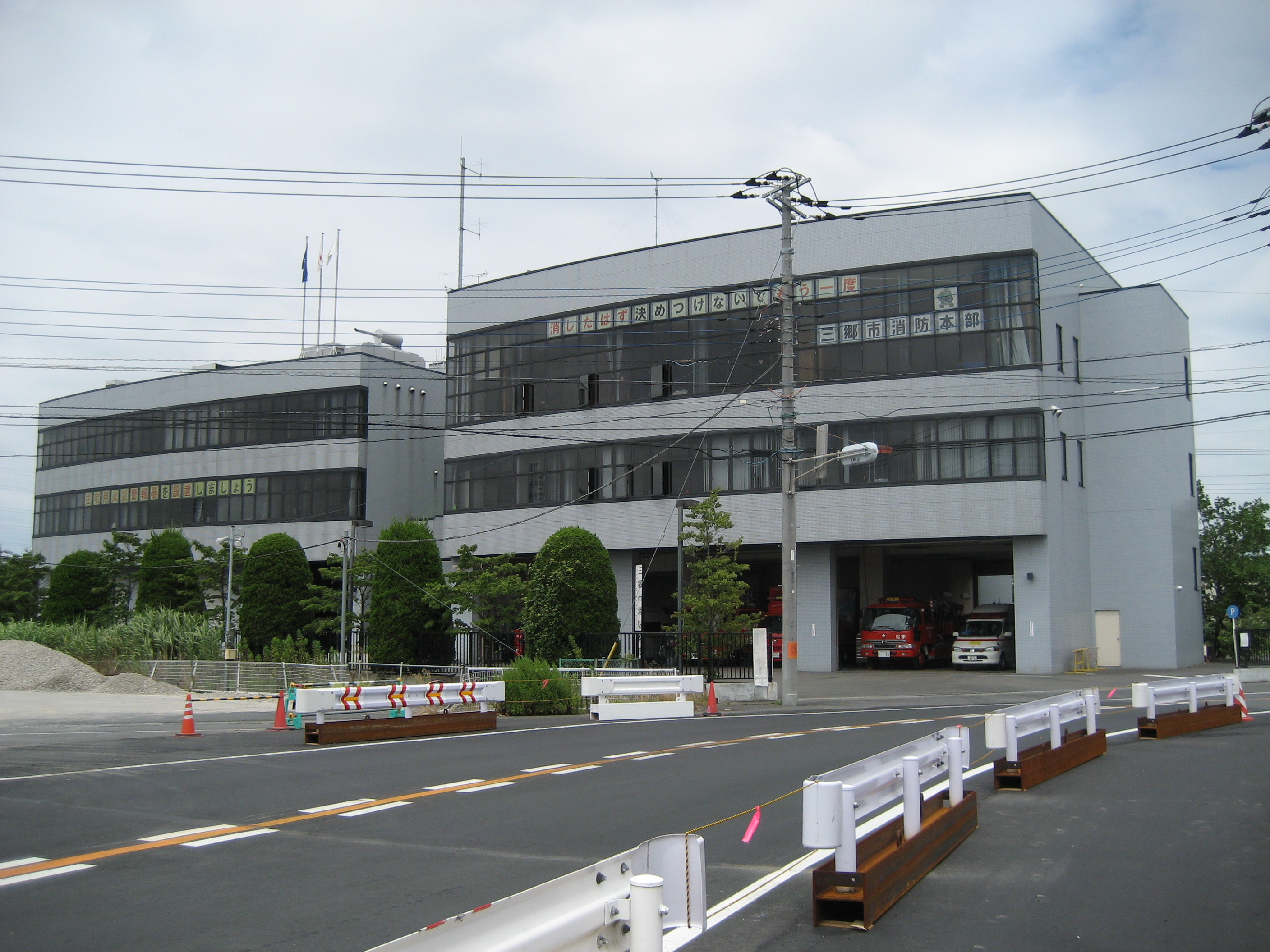
消防本部・消防署

- 三郷市消防本部・消防署
  - 北分署
  - 南分署
- 三郷市消防団

### 警察

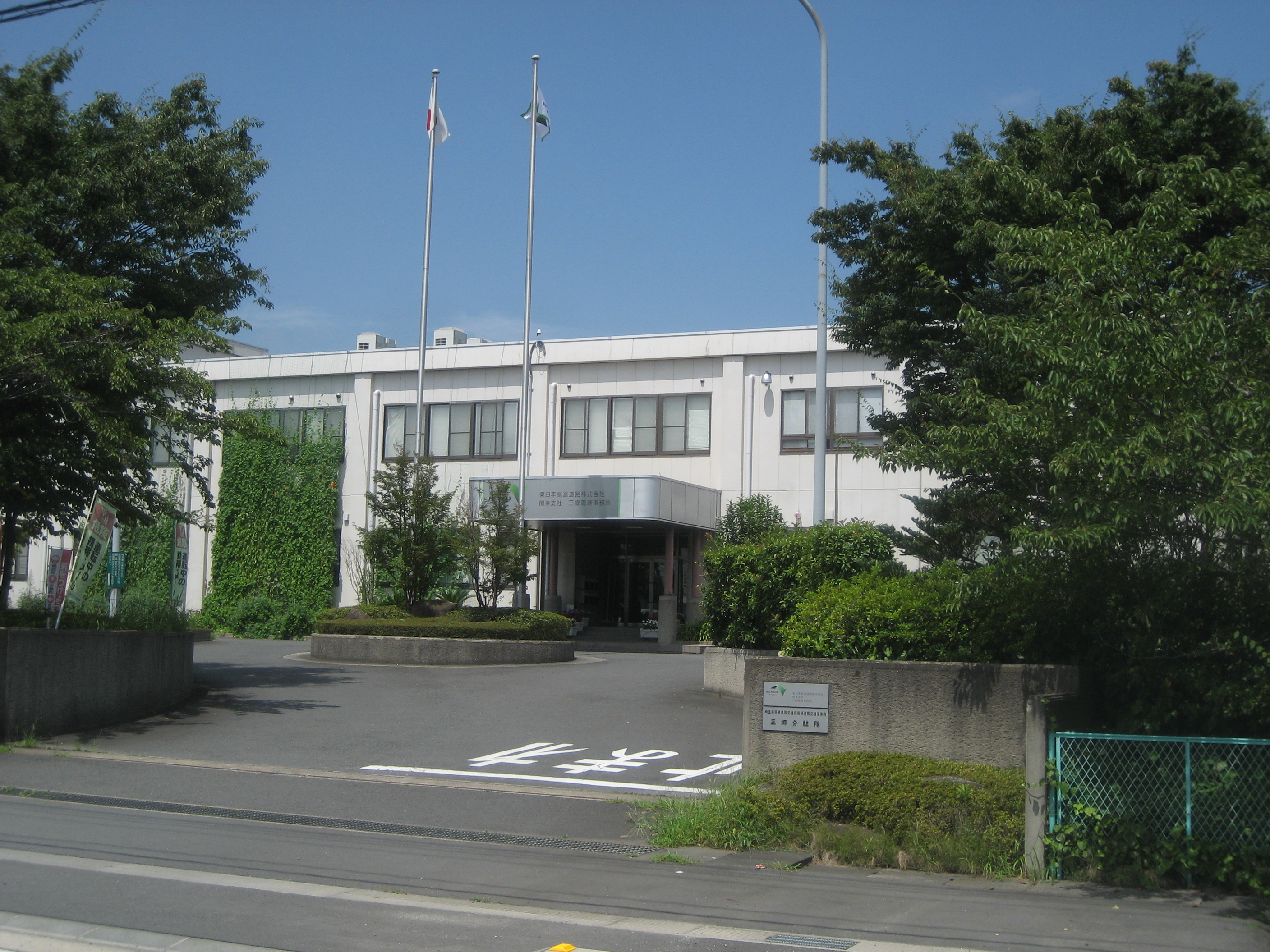
東日本高速道路三郷管理事務所内に置かれている高速道路交通警察隊三郷分駐隊

- 吉川警察署（所在地は三郷市上彦名）
  - 三郷駅前交番
  - 三郷中央駅前交番
  - 新三郷駅前交番（みさと団地交番が移転）
  - 戸ヶ崎交番
  - 高州交番
- 高速道路交通警察隊三郷分駐隊

### 民間交番
- 三郷早稲田民間交番[17]
- みさと団地防犯ステーション[18][19]

### 郵政
郵便番号は市内全域が「341-00xx」である。
- 三郷郵便局 - 三郷市全域の集配を担当
- 三郷一郵便局
- 三郷さつき郵便局
- 三郷高州郵便局
- 三郷丹後郵便局
- みさと団地内郵便局
- 三郷天王橋通郵便局
- 三郷戸ヶ崎郵便局
- 三郷彦成郵便局

### 病院
- 三愛会総合病院
- みさと協立病院
- みさと健和病院
- 三郷中央総合病院
- 仁心内科クリニック
- 埼玉みさと総合リハビリテーション病院

### その他施設
国の施設
- 国土交通省江戸川河川事務所三郷出張所

県の施設
- 埼玉県企業局新三郷浄水場
- 埼玉県下水道局中川下水道事務所

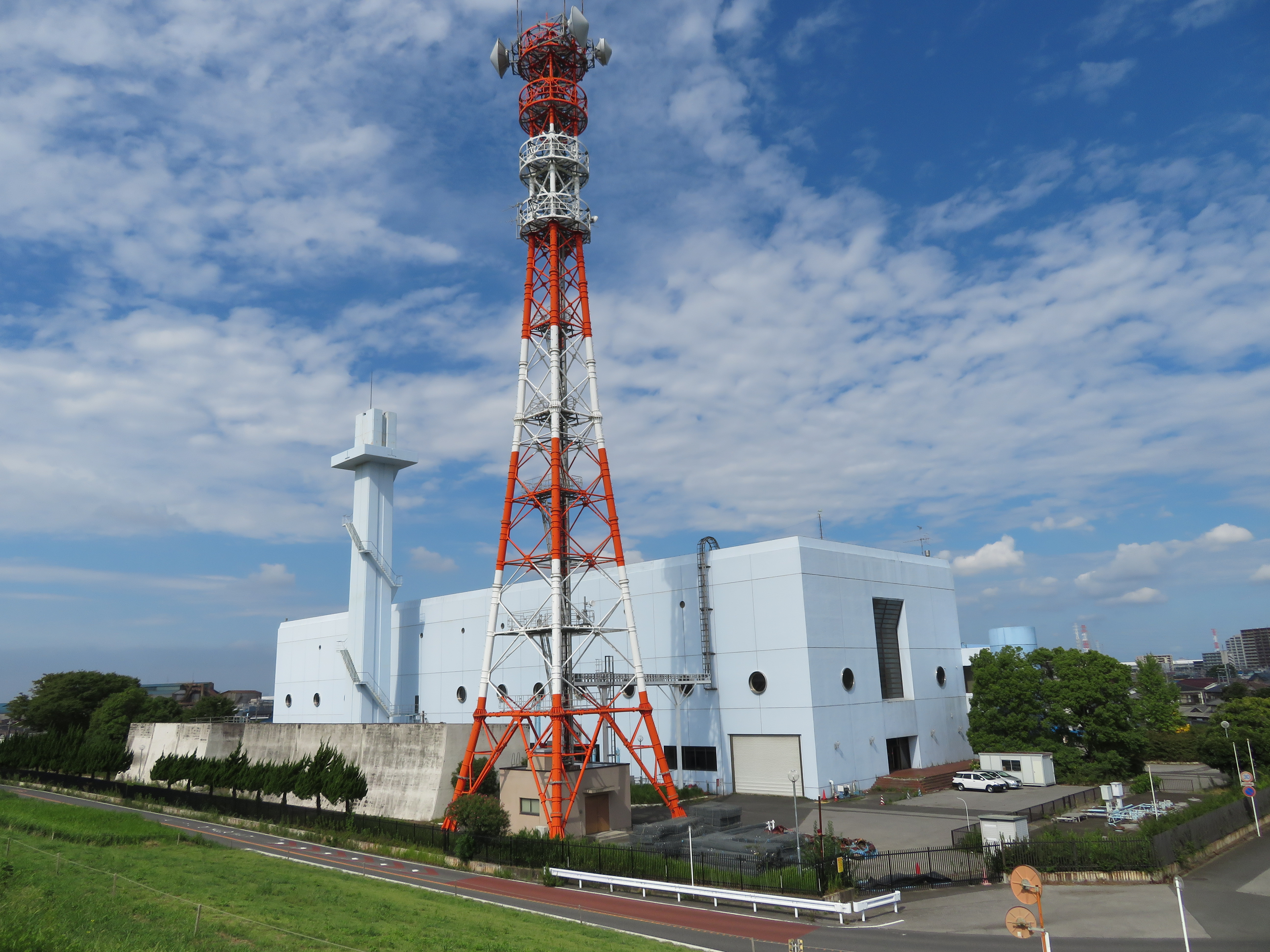
江戸川河川事務所三郷出張所が置かれている三郷排水機場

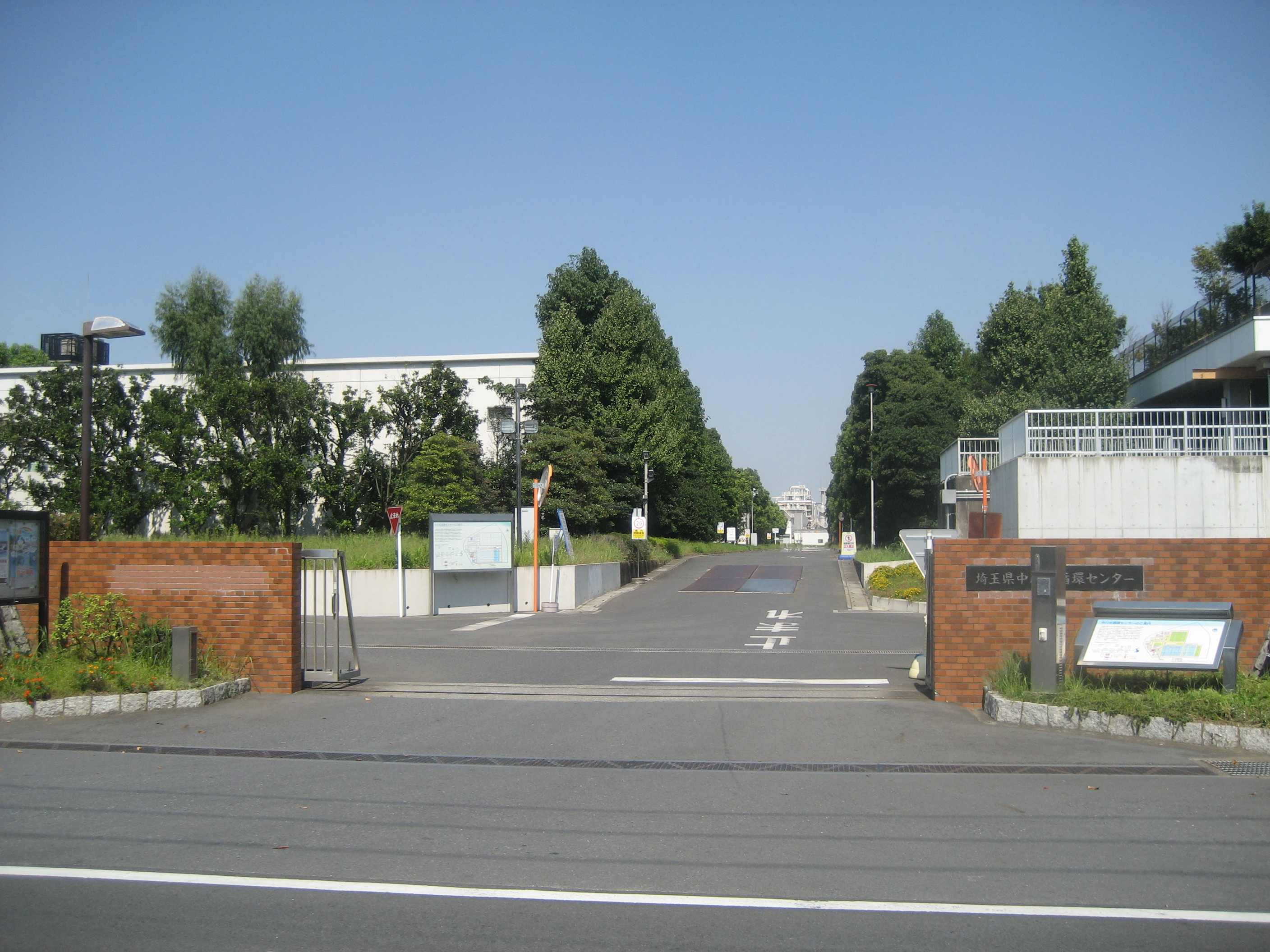
中川下水道事務所、中川水循環センター

  - 埼玉県下水道公社中川支社中川水循環センター
- 埼玉県大場川下流排水機場

東京都の施設
- 東京都水道局三郷浄水場

### 住宅団地
- 埼玉県住宅供給公社 三郷鷹野住宅（鷹野）
- 埼玉県住宅供給公社 三郷彦成住宅（彦成）
- さつき平団地（パークフィールドみさと）
- URみさと団地
- UR早稲田団地

## 人口
| |                                        |  |
| 三郷市と全国の年齢別人口分布（2005年） | 三郷市の年齢・男女別人口分布（2005年） |  |
| ■紫色 ― 三郷市 ■緑色 ― 日本全国 | ■青色 ― 男性 ■赤色 ― 女性              |  |
| 三郷市（に相当する地域）の人口の推移 \| 1970年（昭和45年） \| 42,753人 \| \| \| 1975年（昭和50年） \| 79,355人 \| \| \| 1980年（昭和55年） \| 98,223人 \| \| \| 1985年（昭和60年） \| 107,964人 \| \| \| 1990年（平成2年） \| 128,376人 \| \| \| 1995年（平成7年） \| 133,600人 \| \| \| 2000年（平成12年） \| 131,047人 \| \| \| 2005年（平成17年） \| 128,278人 \| \| \| 2010年（平成22年） \| 131,418人 \| \| \| 2015年（平成27年） \| 136,521人 \| \| \| 2020年（令和2年） \| 142,145人 \| \| |                                        |  |
| 総務省統計局 国勢調査より |                                        |  |
| 1970年（昭和45年） | 42,753人                               |  |
| 1975年（昭和50年） | 79,355人                               |  |
| 1980年（昭和55年） | 98,223人                               |  |
| 1985年（昭和60年） | 107,964人                              |  |
| 1990年（平成2年） | 128,376人                              |  |
| 1995年（平成7年） | 133,600人                              |  |
| 2000年（平成12年） | 131,047人                              |  |
| 2005年（平成17年） | 128,278人                              |  |
| 2010年（平成22年） | 131,418人                              |  |
| 2015年（平成27年） | 136,521人                              |  |
| 2020年（令和2年） | 142,145人                              |  |

## 行政

### 市長
木津雅晟（2006年11月14日就任、5期目、元市長木津三郎の子）
- 前市長：美田長彦
- 前々市長：木津三郎
- 前々々市長：白石敏夫

### 市の出先機関
- みさと団地出張所
- 鷹野連絡所
- 戸ヶ崎連絡所
- 彦成連絡所
- 早稲田連絡所
- ららほっとみさと（ららぽーと新三郷1階）

### 不祥事
生活保護申請拒否・打切訴訟
2013年、さいたま地方裁判所は生活保護申請を拒否、受理されてからも打ち切るなどした生活ふくし課を相手取った女性市民からの国家賠償訴訟について、申請権を侵害したと認定し、生活保護費約540万円の支払を市に命じ、判決が確定した。

### 広域行政
一部事務組合
- 江戸川水防事務組合：吉川市、春日部市、北葛飾郡松伏町とともに構成自治体の市町域内江戸川右岸における水防事務を行っている。事務所は三郷市役所内に設置。
- 東埼玉資源環境組合：越谷市、草加市、吉川市、八潮市、北葛飾郡松伏町とともに可燃ごみとし尿処理を行っている。

協議会
- 埼玉県東南部都市連絡調整会議：越谷市、草加市、八潮市、吉川市、北葛飾郡松伏町とともに公共施設の相互利用、図書館の広域利用、重症心身障害児施設中川の郷療育センターの共同設置、埼玉県東南部地域公共施設予約案内システム（まんまるよやく）の運営を行っている。また、政令指定都市移行を目標とした合併に関する会議を開催や構成する自治体の住民が参加できる事業を開催している。
- 東埼玉消防指令業務共同運用協議会：越谷市（越谷市消防局）、三郷市（三郷市消防本部）、吉川松伏消防組合（吉川市・松伏町）、春日部市（春日部市消防本部）、草加八潮消防組合（草加市・八潮市）とともに各消防本部で行っていた119番通報の受付及び各消防署等への通信指令業務を令和8年4月に統合する予定。

## 議会

### 県議会
選挙区と定数
- 選挙区：埼玉県第14区（三郷市）、定数：2

任期
- 2019年（平成31年）4月30日 - 2023年（令和5年）4月29日

選出議員
| 氏名       | 所属会派                   |
| ---------- | -------------------------- |
| 逢澤圭一郎 | 埼玉県議会自由民主党議員団 |
| 美田宗亮   | 埼玉県議会自由民主党議員団 |

## 姉妹都市・提携都市

### 国内
- 安曇野市（長野県）
1984年（昭和59年）9月22日 旧安曇郡三郷村と友好都市提携
- 三郷町（奈良県生駒郡）
1986年（昭和61年）10月18日 友好都市提携
- 広野町（福島県双葉郡）
2008年（平成20年）7月29日 災害時応援協定

## 経済

### 主な商業施設

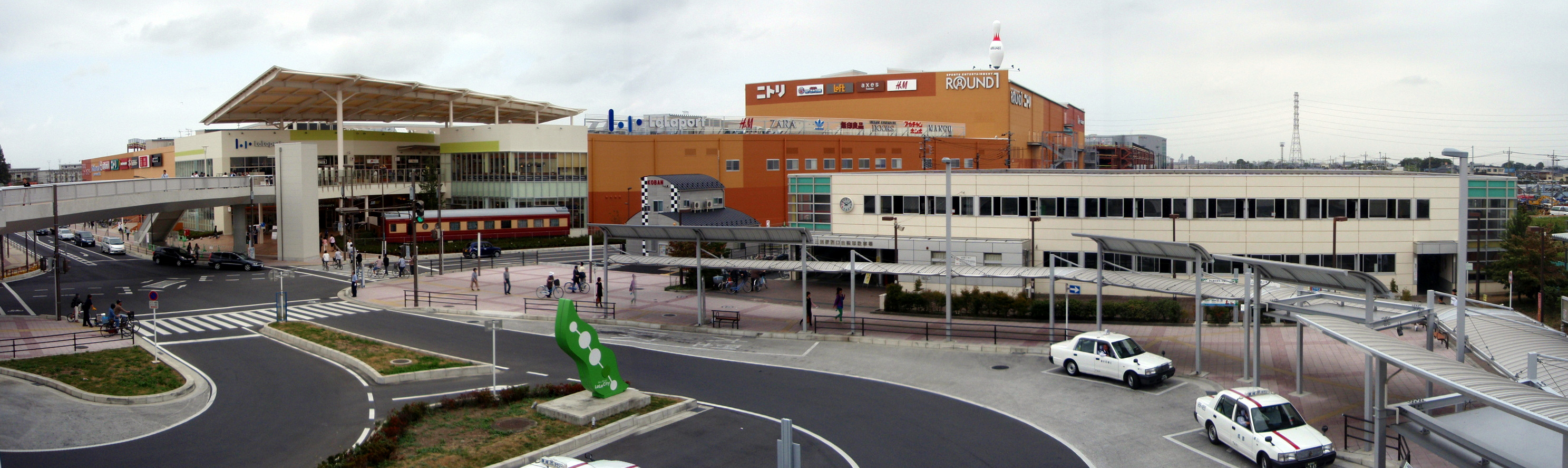
ららぽーと新三郷

- MEGAドン・キホーテ三郷店
- ららぽーと新三郷
- ピアラシティ
  - イトーヨーカドー三郷店
  - ビバホーム
- イケア新三郷
- コストコ新三郷倉庫店

### 市内に事業所を置く主な企業
- マパール
- ダスキン
- 前田道路
- キヤノンファインテックニスカ（本社）
- JFE条鋼
- 第一屋製パン
- 白興

## 交通

### 鉄道路線

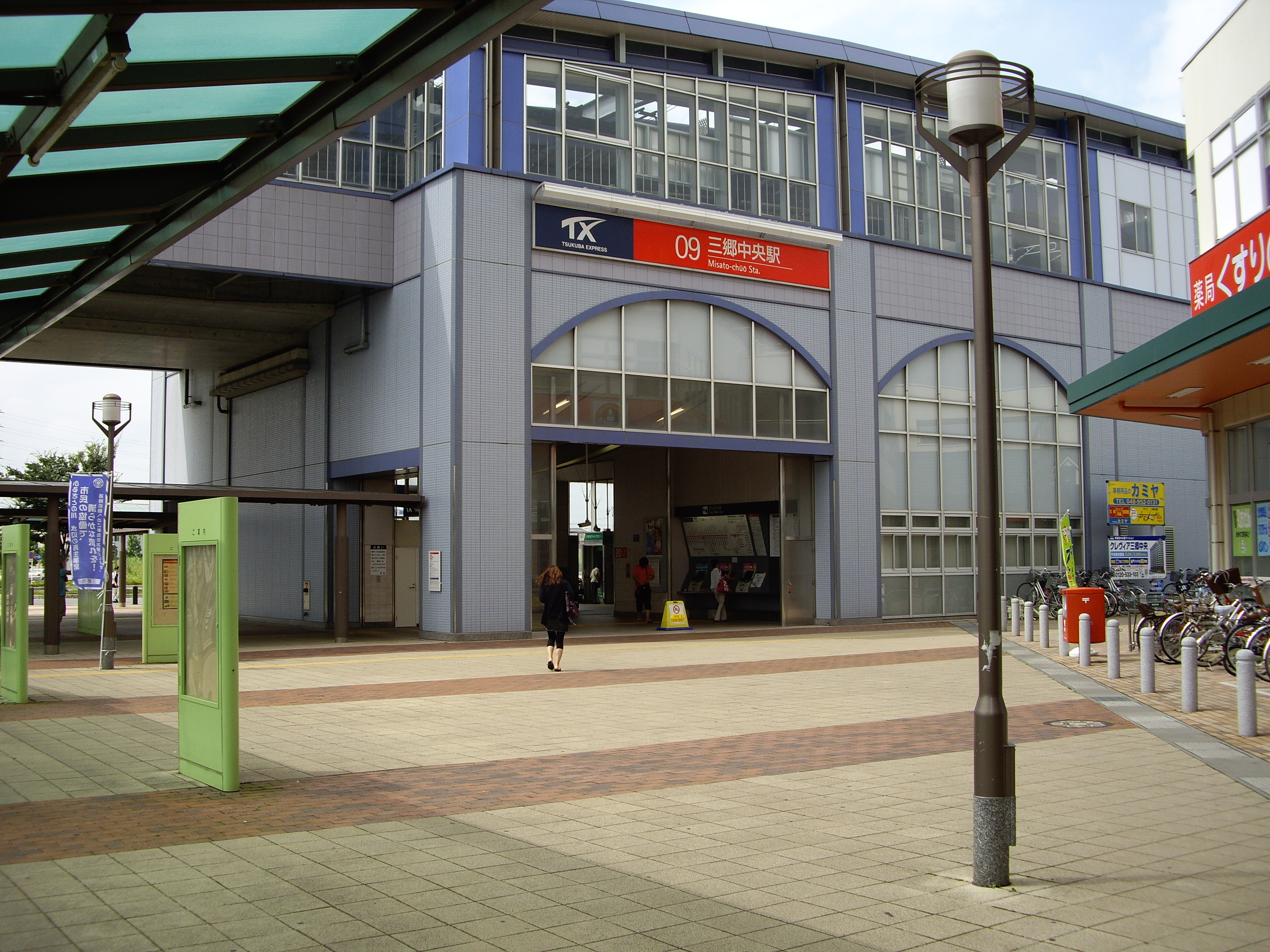
三郷中央駅

当市北部に武蔵野線が通っており、2005年（平成17年）8月24日には、当市中央を貫くようにつくばエクスプレスが開業した。
東日本旅客鉄道（JR東日本）
 武蔵野線
* 新三郷駅 - 三郷駅
首都圏新都市鉄道
 つくばエクスプレス
* 三郷中央駅
市の中心駅：三郷中央駅（つくばエクスプレス開業以前は三郷駅）

### 路線バス
当市中北部に鉄道駅がある一方、当市南部は鉄道空白地帯になっており、最寄りの鉄道駅までは路線バスでのアクセスが基本となる。当市南部は、つくばエクスプレス八潮駅からJR常磐線・京成松戸線松戸駅までを結ぶバスと、三郷駅から三郷中央駅を経由し、金町駅までを結ぶバスの通り道となっており、この2本が市内でも運行本数が比較的多い主要な路線である。そのほか、吉川駅、吉川美南駅、獨協大学前駅発着の路線、三郷市役所、ピアラシティ発着やみさと団地、早稲田地区内の路線もある。
当市ではコミュニティバスを運行しておらず、行政が主導して立案した『三郷市地域公共交通網形成計画』により市内の路線バス網を整備し、市内の民間バス事業者6社により路線バスが運行されている。2005年のつくばエクスプレス開業などを踏まえて「三郷方式」といえる独自の方式によりバス路線の再編が行われた。バス事業の規制緩和による貸切バス事業者の参入や新規事業者の設立により、既存事業者に加えて規制緩和後に参入した新規事業者も含め、各社で分担して計画的に市内の路線網が形成された結果、市内ほぼ全域に路線バスが運行されることとなった。
かつては同時期に乗合バス事業に参入したグローバル交通もこの中に含まれていたが、グローバル交通が三郷線から撤退したことにより枠組みから外れ、代わって乗合バス事業に参入した埼玉観光株式会社（2016年6月1日設立、本社：埼玉県越谷市）が含まれることとなった。
既存事業者
- 東武バスセントラル
  - 東武バスセントラル葛飾営業所（有51(土休日一往復)）
  - 東武バスセントラル八潮営業所（八潮駅・三郷中央駅 - 松戸駅）
  - 東武バスセントラル三郷営業所
  - 東武バスセントラル吉川営業所（市北部、早稲田地区）
- 京成バス
- 京成バス東京

新規事業者
- マイスカイ交通
- メートー観光
- 埼玉観光株式会社
- グローバル交通 - 本社は吉川市。三郷市からは路線撤退した。

### 高速バス
- JRバス関東
東京駅八重洲南口を平日の22時30分発「吉川・松伏号」の片道1本と、平日深夜バス24時発の「ミッドナイト吉川・松伏号」が1本三郷団地を経由する。※運休中
- 東武バスセントラル
有楽町マリオンを平日午前1時発（上野駅経由）の深夜バス「ミッドナイトアロー柏・我孫子」号が三郷団地を経由する。（平日=休日を除く月曜日〜金曜日）

### タクシー
タクシーの営業区域は県南東部交通圏で、春日部市・草加市・越谷市・久喜市・八潮市などと同じエリアとなっている。

### 道路
首都高速道路三郷線と東京外環自動車道、常磐自動車道の3つを結ぶ三郷インターチェンジ・三郷ジャンクションがある。
2023年11月26日には、当市と千葉県流山市を結ぶ三郷流山橋有料道路が開通した。
高速道路
- 首都高速6号三郷線
  - 三郷出入口
- E6常磐自動車道
  - 三郷インターチェンジ
  - 三郷料金所スマートインターチェンジ
- C3東京外環自動車道
  - 外環三郷西インターチェンジ
  - 三郷中央インターチェンジ
  - 三郷南インターチェンジ

有料道路
- 三郷流山橋有料道路

一般国道
- 国道298号

県道
- 主要地方道
  - 埼玉県道21号三郷松伏線
  - 埼玉県道・千葉県道29号草加流山線
  - 埼玉県道・千葉県道52号越谷流山線
  - 千葉県道・東京都道・埼玉県道54号松戸草加線
  - 東京都道・埼玉県道67号葛飾吉川松伏線
- 一般県道
  - 埼玉県道156号三郷幸手自転車道線
  - 埼玉県道116号八潮三郷線
  - 埼玉県道376号上笹塚谷口線
  - 千葉県道・埼玉県道295号松戸三郷線（旧・松戸三郷有料道路）

## 市外局番
市外局番は市内全域が「048」。市内局番が「9XX」の地域との通話は市内通話料金で利用可能（草加MA）。収容局は埼玉三郷局、三郷小谷堀局、三郷鷹野局。

## 名所・旧跡・観光スポット・祭事・催事
- 丹後神社（三郷市早稲田八丁目17-8）「万葉遺跡 葛飾早稲 発祥地」の石碑がある。
- 戸ヶ崎香取神社 - 三匹の獅子舞（7月の第1金、土、日曜日）
- 埼玉県立みさと公園
- 番匠免運動公園
- 三郷スカイパーク

## マスコット
2009年（平成21年）2月1日に、当市の鳥であるカイツブリをモチーフにしたマスコットキャラクター「かいちゃん」と「つぶちゃん」がデビュー。埼玉県の自治体のゆるキャラで構成されるゆる玉応援団にも参加している（子どもの「つぶちゃん」は着ぐるみ未作成という理由でメンバー入りならず）。

## 神社

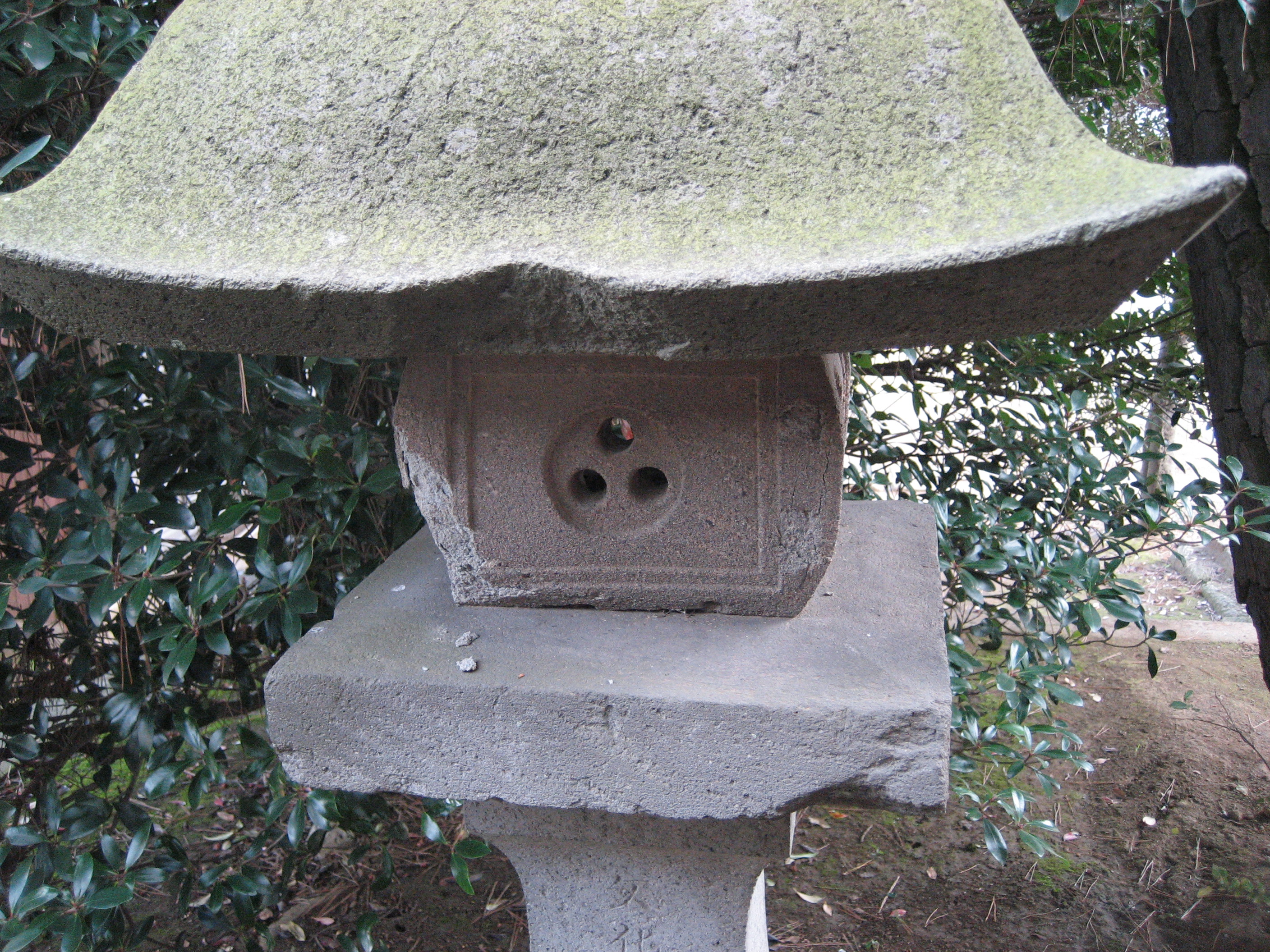
丹後神社。三つの穴がある灯籠

三郷市の神社の灯籠には、火袋に三つの穴が開いているものが多い。三郷市神社鳥居等調査報告書（三郷市文化財調査報告第15集）三郷市教育委員会発行で確認できるものは以下の通りである。
- 稲荷神社
  - 三郷市半田430番地
  - 三郷市前間171番地
  - 三郷市栄三丁目86番地
  - 三郷市谷口35番地
  - 三郷市高州一丁目289番地
- 香取神社
  - 三郷市三郷三丁目14番地4
  - 三郷市上口一丁目74番地
  - 三郷市彦川戸一丁目250番地
  - 三郷市高州三丁目108番地
- 子之神社
  - 三郷市彦倉一丁目60番地
- 三輪神社
  - 三郷市高州四丁目137番地
- 水神社
  - 三郷市鷹野五丁目513番地1
- 天神社
  - 三郷市戸ケ崎四丁目216番地
- 天豊受神社
  - 三郷市鷹野一丁目34番地1

東京都墨田区の三囲神社にも、同様の三つ穴灯籠がある。

## 著名な出身者
- 浅野真澄 - 声優（10歳から過ごす）
- 宇佐美友紀 - 女性タレント、AKB48元メンバー
- 内田夕夜 - 俳優、声優
- うちやえゆか - 女性歌手
- 遠藤久美子 - 女性タレント ※東京都葛飾区生まれ
- 加藤綾子 - 元フジテレビアナウンサー、フリーアナウンサー
- 三遊亭遊之介-落語家。三遊亭小遊三門下。
- 菊地美香 - 女優（代表作は特捜戦隊デカレンジャー・デカピンク役）、声優、歌手
- 吉田達磨 - Jリーグヴァンフォーレ甲府監督
- 小原沢重頼 - 元プロ野球選手、城西大学野球部監督
- 酒井忠晴 - 元プロ野球選手（中日ドラゴンズ・千葉ロッテマリーンズ・東北楽天ゴールデンイーグルスに在籍）
- 酒井友之 - サッカー選手（元日本代表）
- 佐々木勇気 - 将棋棋士
- 佐竹正史（ビスケッティ） - お笑い芸人（吉本興業）、吉本坂46二期メンバー
- 篠田昇 - 映画撮影監督
- 駿傑悠志 - 元大相撲力士（放駒部屋）
- 鈴木直道 - 北海道知事、元夕張市長（全国最年少）
- 髙橋萌木子 - 陸上競技選手[27] 前間小学校 - 早稲田中学校 - 埼玉栄高等学校 - 平成国際大学
- 出羽の郷秀之 - 元大相撲力士（出羽海部屋）
- TOMMY - ジムカーナドライバー
- なりたのぶや - 同人ゲーム作家（フランスパン（渡辺製作所））
- 福田俊介 - サッカー選手（ギラヴァンツ北九州）つつみFC（前間小学校） - 早稲田中学校 - 西武台高等学校 - 法政大学 - 大宮アルディージャ - カターレ富山
- 松田悦典 - 元サッカー選手
- 嶺井美穂 - 柔道選手
- 山崎正登 - サッカー選手（横浜スポーツ&カルチャークラブ） 彦成FC - 柏レイソルジュニア - 柏レイソルユース - 柏レイソル
- RYOTA - 男性マジシャン
- 小柳達司 - サッカー選手（ヴァンフォーレ甲府） つつみFC（前間小学校） - 早稲田中学校 - 専修大学付属松戸高等学校 - 日本体育大学 - ザスパクサツ群馬 - ツエーゲン金沢 - ザスパクサツ群馬
- 阪野豊史 - サッカー選手（松本山雅FC） 三郷FCジュニア - 三郷ジュニアユース - 浦和レッズユース - 明治大学 - 浦和レッドダイヤモンズ - 栃木SC - 愛媛FC - モンテディオ山形
- 福田健太 - ラグビー選手（2018年度明治大学ラグビー部主将）
- Mika+Rika - フリー素材アイドル、女優
- SORA - ミュージシャン（DEZERT）
- 吉野樹 - ハンドボール選手(日本代表)
- ジャンプ - お笑いコンビ（じぐざぐ）

## 三郷市に関係する人物
- 小林孝至 - 元レスリング選手、ソウルオリンピック、金メダル、（早稲田の柔道接骨院「元気堂整骨院」オーナー）
- 中澤佑二 - サッカー選手、（埼玉県立三郷工業技術高等学校出身）
- 丸山和也 - 弁護士、参議院議員、タレント（現在、三郷市在住[要出典]）
- 村田雄浩 - タレント、俳優、（埼玉県立三郷高等学校出身、第1期卒業生、初代生徒会長）
- 佐々木勇気 - 将棋棋士、三郷市立鷹野小学校出身
- 西尾季隆 - 三郷市議会議員、お笑い芸人（X-GUN）